# Юмакаєво
Юмака́єво (рос. Юмакаево, башк. Йомаҡай) — присілок у складі Бураєвського району Башкортостану, Росія. Входить до складу Ванишівської сільської ради.
Населення — 205 осіб (2010; 267 у 2002).
Національний склад:
- башкири — 70 %
- татари — 27 %